# Dendroligotrichum dendroides
Dendroligotrichum dendroides là một loài Rêu trong họ Polytrichaceae. Loài này được (Brid. ex Hedw.) Broth. mô tả khoa học đầu tiên năm 1905.

## Hình ảnh

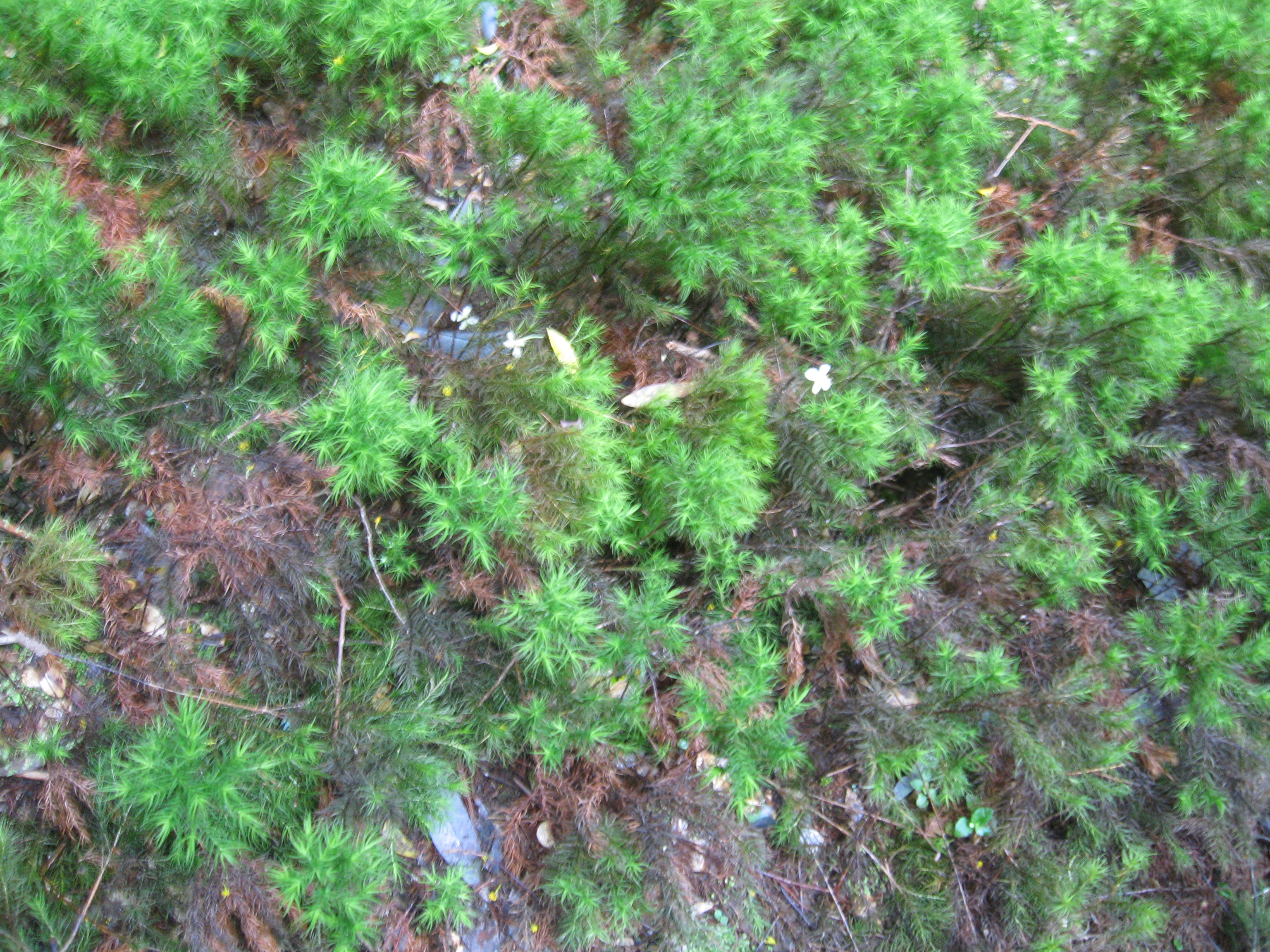